# Garth (DC Comics)
Garth is een personage uit de strips van DC Comics. Hij stond aanvankelijk bekend als de superheld Aqualad en staat tegenwoordig bekend als Tempest.

## Biografie
Garth is een atlanteaan. Hij begon zijn carrière als superheld als de helper van Aquaman. Zijn krachten waren vrijwel gelijk aan die van Aquaman. Aqualad was medeoprichter van de Teen Titans, maar bleek vaak de zwakke schakel van het team vanwege het feit dat hij maar een uur boven water kon leven.
Garths oorsprong is gelijk aan die van zijn mentor. Hij is een amfibische humanoïde die vanwege de Atlanteaanse voorspellingen en bijgelovigheid werd achtergelaten om te sterven. Garth was de prins van de Idyllists, een kolonie Atlanteanen die 4000 jaar geleden zich in een verborgen vallei hadden gevestigd. De Idyllists waren pacifisten die fysiek geweld op elke manier schuwden. Tevens waren ze ervaren magiërs. Ongeveer 40 jaar geleden werd de stad van de Idyllists geleid door Koning Thar en zijn vrouw Berra. Thar had een broer genaamd Zath, die duistere magie gebruikte en de stad wilde veroveren. Thar bouwde een leger van robots en wapens om zijn broer te stoppen, maar een groep Idylist radicalen vermoordde Thar. De zwangere Berra werd uit de stad verbannen. Voordat Thar werd gedood, sloot hij Zath op in een magische gevangenis met een speciale spreuk. Deze spreuk was verbonden met een magisch ritueel, dat Thars nakomelingen magische krachten zou geven.
Garth werd geboren in Poseidonis, een van de steden van Atlantis. Bij zijn geboorte had hij paarse ogen, een teken van zijn magische krachten. Volgens de Atlanteanen was Garth genetisch inferieur, en hij werd ter dood veroordeeld. Garth werd gered door Atlan, de vader van Aquaman.
Als tiener leerde Garth Aquaman kennen, en werd zijn helper. Maar na een tijdje verstarde Garths band met Aquaman. Ook verloor hij zijn gave om zeeleven te manipuleren door toedoen van Mento. Hij zocht Atlan weer op, en leerde van hem dat hij een magiër was. Jarenlang trainde hij in een andere dimensie om zijn nieuwe krachten te beheersen. Toen hij terugkeerde naar zijn eigen wereld, was hij volwassen en had de naam Tempest aangenomen. Zijn eerste taak als Tempest was de stad Shayeris redden van een leger van ondoden.
Tempest trouwde later met Dolphin, en ze kregen een zoon genaamd Cerdian.

## Krachten en vaardigheden
Tempest beschikt over bovenmenselijke kracht. Aan land kan hij ongeveer 8 ton tillen.
Zoals alle Atlanteanen is Tempest aangepast aan het leven onder water. Hij kan de druk op grote diepten weerstaan. Tevens is zijn lichaam bestand tegen de meeste fysieke verwondingen. Zijn bloed bevat een speciaal aminozuur dat voorkomt dat zijn lichaam bevriest op grote dieptes.
Tempest kan zwemmen met een snelheid van 73,86 knopen (136,79 km/h). Zijn zintuigen zijn zo scherp dat hij onder water net zo goed kan zien en horen als boven water.
Tempest beschikt over magische krachten. Hij kan paarse energie opwekken, energiestralen afvuren uit zijn ogen, water manipuleren (zoals veranderen van de temperatuur of het maken van draaikolken), andere magische energie voelen, en telepathie gebruiken. Hij kan tevens zichzelf en andere teleporteren naar andere dimensies of het verleden.

## Andere media
- Aqualad maakte zijn debuut buiten de strips in de animatieserie The Superman/Aquaman Hour of Adventure. Tevens komt hij voor in de Teen Titans-filmpjes van die serie.
- Aqualad is een personage in de animatieserie Teen Titans, waarin zijn stem werd ingesproken door Wil Wheaton. Hij maakte zijn debuut in de aflevering "Deep Six".